# 齊藤了英
齊藤 了英（さいとう りょうえい、1916年（大正5年）4月17日 - 1996年（平成8年）3月30日）は、日本の実業家。大昭和製紙（現・日本製紙）名誉会長。「東海の暴れん坊」の異名をとった。大昭和製紙創立者斉藤知一郎の長男。

## 経歴
齊藤知一郎の長男として静岡県に生まれた。
静岡県立沼津中学校を経て、1938年（昭和13年）に早稲田大学専門部商科、1941年（昭和16年）に日本大学専門部法科をそれぞれ卒業（旧制大学専門部は、旧制専門学校に相当）。父・知一郎が創業した大昭和製紙（現・日本製紙）に入社。取締役・専務・副社長を歴任。1961年（昭和36年）父の死後、2代目社長に就任。
1980年（昭和55年）から1981年（昭和56年）にかけて大昭和は過剰投資、過剰在庫、過剰借り入れにより経営危機に陥った。1982年（昭和57年）了英は相談役に退き、弟の滋与史が3代目社長になった。
1989年（平成元年）に長男・公紀を社長に就任させた。
1993年（平成5年）11月、ゴルフ場建設をめぐる元宮城県知事本間俊太郎への一億円贈賄容疑で逮捕された。
1995年（平成7年）10月、東京地方裁判所から執行猶予付きの有罪判決を受けた。
1996年（平成8年）3月30日、脳梗塞のため79歳で死亡。

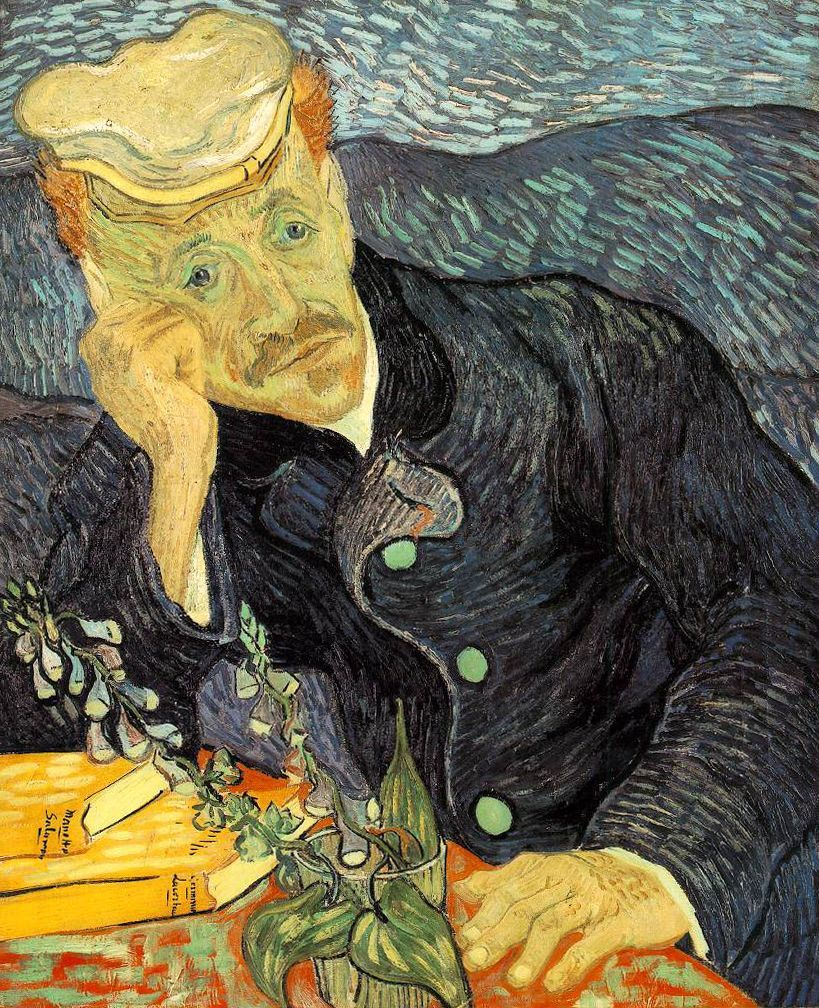
「医師ガシェの肖像」

## エピソード
大昭和再建に当っていた住友銀行とは絶縁した。住友がゴルフ場や絵画を売り払ったことに対して「恨み骨髄の思い」を抱いていたからという。
1970年（昭和45年）夏、田子の浦港のヘドロ公害が大きな社会問題になった。約150の製紙工場から毎日200万トンの廃水がたれ流しにされてきた結果で、その33パーセントは大昭和系工場からのものとされた。
1980年、繭山龍泉堂のオーナーだった繭山順吉が、画商のフェリックス・チコチンから150万フラン（約1億3千万円）で購入した浮世絵コレクションを、実業家だった浦上敏朗などの斡旋で16年間に亘って所有する。コレクションは齊藤の死後に放出され、浦上の進言を受けた山口県知事の平井龍が即断で購入し、山口県立萩美術館・浦上記念館の開館1周年記念展の目玉展示としてお披露目された。
1990年（平成2年）5月、フィンセント・ファン・ゴッホの「医師ガシェの肖像」を125億円で、ピエール＝オーギュスト・ルノワールの「ムーラン・ド・ラ・ギャレットの舞踏会」を119億円で落札して話題となる。その際、「日本間で見るルノワール、ゴッホはいいよ。死んだら棺桶に入れてもらうつもりだ」という文化を冒涜する発言をし、「文化遺産を灰にするつもりか」と英仏の美術界から猛烈な非難を浴びる騒動を招いた。後に「作品に対する愛情を表現した言葉のあや」と残している。「医師ガシェの肖像」は齊藤の死後、サザビーズに売却された。

## スポーツとの関わり
了英は旧制沼津中学校、早稲田大学と陸上競技の選手でもあった。そのことから自社に陸上競技部を創設し、小掛照二、鈴木章介、室伏重信などといったオリンピック選手を輩出した。
また了英は野球にも熱心に取り組み、自らが選手兼任監督として大昭和製紙硬式野球部を創設した。荒川宗一（高橋ユニオンズ選手）、石井藤吉郎（後年早稲田大学野球部監督）を擁して1953年の第24回都市対抗野球大会に初優勝を飾り、3度の都市対抗野球優勝を果たすなど強豪チームとしてその名を知られた。また北海道白老郡白老町の大昭和製紙白老工場にも野球部（大昭和製紙北海道野球部）を作った。了英自身も大昭和製紙の経営者となってからも本社と白老の野球部を熱心に支援し続けていたという。
1952年に了英は静岡県体育協会会長に就任し、1958年まで務めた。1957年に静岡県で開催された国民体育大会では自ら静岡県選手団の団長を務めて草薙陸上競技場での開会式にて炬火最終走者を務めた。
また白老工場建設の際に吉田善哉（社台ファーム総帥）の協力を得たことがあったため、そのつながりで競走馬を所有したこともあった。了英が亡くなった後に四男の四方司が競走馬のオーナーとして活動している。

## 家族・親族

### 斉藤家
（静岡県富士市（旧吉原市）、東京都）
- 父・知一郎（実業家）
- 母・わかよ（渡井辰五郎五女[2]）
- 妻・きしの（浅井儀助四女[2]）
- 弟・滋与史（実業家、政治家）、喜久蔵（実業家）、孝（実業家）
- 長男・公紀（実業家） - 大昭和製紙社長。妻の忍は日本石油社長・小倉房蔵の孫。
- 次男・斗志二（政治家）
- 三男・知三郎（実業家）
- 四男・四方司（実業家・ジーク証券元取締役会長兼社長）